# Tour de Chavaniac
Pour les articles homonymes, voir Chavaniac.
La tour de Chavaniac est une tour située en France sur la commune de Sauvat (Cantal), en région Auvergne-Rhône-Alpes.

## Historique
En 1443, Louis de Charpentier reçoit l'autorisation de construire une tour défensive. La seigneurie passe ensuite aux familles de Sarran puis de Ribier (jusqu'en 1879). Le château, en grande partie reconstruit aux XVIIIe et XIXe siècles, conserve la tour d'origine. Plusieurs dépendances, comme l’étable et la grange, datent de 1731 ou d’avant 1826.

### Protection
La tour est inscrite au titre des monuments historiques par arrêté du 28 avril 1964.

## Description
Le château forme un U avec une tour, deux corps de logis et un bâtiment de dépendances délimitant une cour. La tour en pierre de taille est voûtée au rez-de-chaussée, comporte trois étages avec cheminées, et est coiffée d’un toit en pavillon. Le domaine comprend aussi cellier, souillarde, puits, porcherie, logement de domestique, grange-étable et divers toits en ardoise ou tuile plate.